# Magic Kaito
Magic Kaito (まじっく快斗, Majikku Kaito) est un manga écrit et dessiné par Gōshō Aoyama. Sa publication a commencé le 10 juin 1987 dans le magazine Weekly Shōnen Sunday de l'éditeur Shōgakukan. Après la sortie des deux premiers volumes en 1988, le manga a été mis en pause alors que Gōshō Aoyama commençait son nouveau manga Yaiba (1988-1993), qui a été suivi par Détective Conan (depuis 1994). Depuis lors, d'autres chapitres ont été publiés à intervalles irréguliers pendant les pauses de ces travaux et ont été rassemblés dans un troisième, quatrième et cinquième volume en 1994, 2007 et 2017 respectivement. La version française est publiée par Kana à partir d'octobre 2014.
Semblable à la façon dont Détective Conan a été fortement influencé par les romans de Sherlock Holmes et autres intrigues policières, Magic Kaito a été inspiré par des voleurs fantômes tels qu'Arsène Lupin et Lupin III.
Kaitō Kid, le héros, a aussi fait quelques apparitions dans Détective Conan du même auteur. D'ailleurs, dans la version française de ce manga, il est appelé "L'insaisissable Kid", avant de reprendre son nom originel à partir du tome 61. 
Entre 2010 et 2012, le manga a été adapté en série télévisée d'animation par le studio TMS Entertainment. Les douze épisodes sont diffusés à la place de Détective Conan au Japon. Une seconde adaptation de 24 épisodes, intitulée Magic Kaito 1412 (まじっく快斗1412, Majikku Kaito Ichi yon ichi ni) produite par A-1 Pictures est diffusée entre octobre 2014 et mars 2015.

## Synopsis
Kaito Kuroba est un jeune lycéen dont le rêve est de devenir un aussi bon magicien que l'était son père avant de mourir. Huit ans après ce drame, il active, par hasard, un mécanisme et entre dans une pièce secrète. Il découvre que son père était un voleur mondialement connu nommé Kaitō Kid, et qu'il a été assassiné. Kaito décide donc d'enfiler le costume de son père et de devenir le Kid à son tour, son but étant de retrouver les assassins de son père.
Il découvrira que l’assassinat de son père a été perpétré par une mystérieuse organisation d'hommes habillés en gris qui serait à la recherche d'une pierre qui aurait la capacité de donner la vie éternelle. Kaito décidera alors de la trouver avant eux et de la briser de ses propres mains.

## Personnages principaux
- Kaito Kuroba (黒羽 快斗, Kuroba Kaito?)/Kaitō Kid (怪盗キッド, Kaitō Kiddo?) : le héros de la série et le second Kaitō Kid, ce voleur fantôme que la police n'arrive pas à attraper depuis plus de 20 ans. C'est un grand gentleman sous son costume blanc mais ce n'est en fait qu'un lycéen qui aime par-dessus tout taquiner son amie d'enfance, Aoko. Il est très intelligent et possède des capacités extraordinaires en magie et prestidigitation. Il peut également se déguiser et imiter la voix et la personnalité de n'importe qui.
- Aoko Nakamori (中森 青子, Nakamori Aoko?) : l'amie d'enfance de Kaito, elle ne connait bien évidemment pas la double identité de celui-ci. Du coup, elle hait Kaitō Kid tout comme son père.
- Ginzo Nakamori (中森 銀三, Nakamori Ginzō?) : père d'Aoko, et poursuivant du Kid depuis 21 ans. À chaque fois qu'il est contre le Kid, il en devient presque fou et met au point des plans incroyables et inimaginables que notre voleur fantôme parvient toujours à déjouer.
- Saguru Hakuba (白馬探, Hakuba Saguru?) : détective lycéen qui aurait découvert la véritable identité de Kaito/Kaitō Kid, mais ne peut pas l'arrêter sans preuves. Il est également le fils d'un inspecteur de police. Très pointilleux sur l'heure, il est déjà assez renommé dans la police. Il fut transféré dans la même classe que Kaito après leur premier affrontement.
- Akako Koizumi (小泉 紅子, Koizumi Akako?) : sorcière ayant pour but que tous les hommes du monde soient ses esclaves. Elle se fait transférer dans la classe de Kaito et remarque qu'il n'est pas attiré par elle, tout comme Kid. Elle fera tout pour le faire succomber.
- Toichi Kuroba (黒羽 盗一, Kuroba Tōichi?) : le premier Kid et également le meilleur magicien du monde. Il a commencé à voler lors de sa rencontre avec la mère de Kaito, Phantom Lady, afin de faire oublier au monde les crimes qu'elle avait commis. Il a été tué par l'organisation.
- Jii Konosuke (寺井 黄之助, Jii Kōnosuke?) : le fidèle assistant de Toichi et Kaito.
- Chikage Kuroba (黒羽 千影, Kuroba Chikage?) : la mère de Kaito, elle était autrefois une voleuse connue sous le nom de Phantom Lady.

## Analyse de l’œuvre

### L’Organisation deMagic Kaito
L'ennemi récurrent de la série Magic Kaito, tout comme dans Détective Conan, est une organisation secrète qui opère dans l'ombre dans un but plus ou moins défini : mettre la main sur la gemme Pandora, censée donner l’immortalité, sans pour autant que leur justification (et la volonté de leur chef) soit dévoilée.
Nous ne connaissons que très peu de personnages dans l’Organisation de Magic Kaito (qui n'a pas vraiment de nom, mais est surnommée Les Hommes en Gris ou en marron de par leurs imperméables sombres), contrairement à l'Organisation des Hommes en Noir de Détective Conan. Le membre que l'on croise le plus souvent est Snake, qui est celui qui a tué le père de Kaito après avoir découvert qu'il était le Kid. L'Organisation souhaitait, semble-t-il, soit recruter le voleur pour la recherche de la pierre - mais il a refusé - provoquant ainsi sa mort, soit car il se trouvait sur leur chemin à cause de ses vols de pierres. Quoi qu'il en soit, même si l'on ne connait pas l'implication exacte de Kaitō Kid avec elle, l'Organisation est déterminée à tuer le nouveau voleur, ce qui donne lieu à plusieurs fusillades à son encontre durant les vols. Son existence reste secrète pour la police.
Gōshō Aoyama a affirmé que les organisations de ses deux séries ne sont pas les mêmes : elles se trouvent dans deux univers différents et n'ont pas les mêmes caractéristiques. Le Kid n'a donc aucune implication autre qu'avec sa propre organisation.
Pourtant, des doutes surgissent dans Détective Conan au sujet de l'organisation de Kid qui pourrait être proche de celle que poursuit Shinichi Kudo : en effet, Toichi - en plus d'avoir enseigné à Yukiko Fujimine - a également eu Sharon Vineyard comme apprentie, qui est plus tard connue en tant que Vermouth. Yukiko et Vermouth se connaissent donc, ce qui accentue le lien entre les univers familiaux et les organisations. De plus, celle de Magic Kaito cherche Pandora, censée donner l'immortalité, tandis que les Hommes en Noir semblent avoir créé l'apotoxine dans le but d'atteindre l'immortalité (mais l'organisation n'a montré aucun intérêt envers les pierres précieuses cependant, et les noms de codes divergent avec l'autre organisation).
Cependant, le public de Détective Conan a eu la surprise de découvrir que dans le tome 78, le Kid accède à une demande de Conan afin de couvrir Aï Haïbara aux yeux de Bourbon et s’immiscer dans les affaires de l’Organisation du détective. Le voleur est ainsi mis au premier plan de l'action avec les Hommes en Noir, même si ceux-ci ignorent la présence du Kid durant l’affrontement. Malgré de nombreuses rumeurs, Aoyama a affirmé qu'il ne remettrait plus le Kid en scène dans une affaire avec l’organisation des Hommes en Noir. Il semblerait donc que cette apparition était juste pour célébrer un événement important qui fut la sortie du chapitre 800 de la série.

### Évolution et thèmes
Faisant état des débuts d'Aoyama, le trait de dessin de Magic Kaito est très différent de celui de Détective Conan. Chara-design assez grossier, les personnages font état de la jeunesse du mangaka. Cependant, on voit une énorme différence en ce qui concerne le tome 4, celui-ci ayant été fait dans la même veine du design de Détective Conan (ayant eu quinze ans d'implication sur cette série, les traits d'Aoyama se sont développés et le Kid de Magic Kaito - ainsi que les autres personnages - ressemble vraiment à celui de Détective Conan).
Magic Kaito possède des thèmes particuliers, ne prétendant pas à un manga sérieux mais se veut comme une détente pour les lecteurs. Aussi, l'humour potache, la magie avec des tours rocambolesques et le fantastique (avec entre autres Akako la sorcière) font de ce manga une série spéciale dans son genre. Mais on ne peut s’empêcher une fois de plus de constater un changement soudain dans la façon par laquelle le manga se développe. Avec le tome 4, il y a du changement à tous les niveaux: dessins, intrigues et atmosphère. Là où avant Kaito se mettait dans des situations drôles et cocasses, ce tome 4 le place dans des affaires plus sérieuses et sombres, en particulier avec celle de "Nightmare", un final très différent de ce que l'on a l'habitude de voir dans Magic Kaito. On constate également un rapprochement avec la même atmosphère entre Détective Conan et Magic Kaito, ce dernier commençant à développer les codes d'une intrigue policière (avec parfois une fin tragique, ce qui est très inédit dans ce manga).

### Liens et ressemblances avecDétective Conan
On remarque une ressemblance avec certains personnages de la série Détective Conan, Kaito étant énormément semblable à Shinichi Kudo, Aoko à Ran Mouri. Ce fait n'est pas réellement voulu, Aoyama s'étant juste appuyé sur le design et les relations de ses deux personnages principaux pour créer les deux autres principaux de Détective Conan. Mais étant donné les relations qu'entretenaient les familles Kuroba et Kudo (développées dans Détective Conan), ainsi que l'incroyable ressemblance entre Kaito et Shinichi, la plupart des fans pensent que ces deux personnages sont liés d'une manière ou d'une autre. Aoyama pousse même en disant qu'au final, leur ressemblance n'est pas anodine. C'est ainsi que les deux univers se lient de plus en plus, alors que cela ne devait pas arriver au départ.
Aussi, Shinichi fait une apparition remarquée dans le chapitre 23 du tome 4 qui a été adapté en épisode dans l'anime de Détective Conan (supprimant ainsi le passage où Akako fait de la magie noire, car cela est impossible dans le monde de Conan). L'affaire fait d'ailleurs écho à celle de Détective Conan où Kid et Conan se rencontrent pour la première fois (la perle Black Star étant mentionnée, alors que Kid tente de la voler lors de son apparition dans Détective Conan), sauf qu'ici Shinichi et le Kid ne savent pas qui se trouve en face de l'un et de l'autre (alors que l'on comprend que leur véritable affrontement ne se passe que quelque temps après cela). Ceci brouille extrêmement le point de vue que l'on peut tenir à l'encontre des deux séries, car Aoyama a toujours voulu garder une certaine distance, une ligne de réalité différente entre ses deux mangas. Là où l'humour potache et la réelle magie noire existent dans Magic Kaito, la vraisemblance et le terre-à-terre guident Détective Conan (en mettant de côté l'apotoxine), projetant ainsi les séries dans des mondes parallèles pourtant proches.

Cependant, avec énormément de clins d’œil à l'une et à l'autre des séries et la relation toujours plus compliquée qui lie Kaito/Kid à Conan/Shinichi (Kid sait-il réellement la vérité au sujet de Shinichi ?), cela amène à se demander si les deux mangas vont bientôt se rejoindre, tant par le but (détruire leur organisation, qui pourrait être la même) que par les relations (Kaito et Shinichi ont-ils un lien de parenté ? Peuvent-ils être amis ? Se lier pour défaire l'organisation ?).
Mais point important : le Kid, bien que très présent dans Détective Conan car adversaire de taille face à Conan, ne pourra jamais être arrêté par celui-ci car cela voudrait dire que les deux univers seraient tellement liés que Magic Kaito se terminerait par l'arrestation de Kid dans Détective Conan, chose qui ne peut arriver sans conséquences sur les deux séries.

## Manga
Magic Kaito est un des premiers mangas de Gōshō Aoyama, le premier tome datant de 1988. La couverture de devant de chaque tome montre le Kid en démonstration d'un tour de magie, qui rate systématiquement sur la couverture de derrière. Ayant entre-temps commencé son autre manga à succès Détective Conan, il mit plus de quinze ans à sortir le quatrième tome qui est paru en 2007, avec de nombreux creux entre chaque tome. Depuis, deux chapitres de Magic Kaito ont été publiés dans le magazine Shonen Sunday en août 2011, puis trois en octobre 2014, et encore trois autres en 2017, formant le volume 5.
Avec la sortie de l'anime, les tomes sont reparus avec les couvertures actualisées par Aoyama pour l'édition spéciale "Treasure" commercialisée en version simple ou limitée avec DVD.
En juillet 2014, Kana annonce l'acquisition de la licence pour une version française.

### Prototype
En 1987, Gōshō Aoyama réalisa un one-shot (histoire courte) de 40 pages nommé Nonchalant Lupin (さりげなく ルパン, Sarigenaku Rupan) pour un concours organisé par le Shōnen Magazine (avant de rejoindre le Shōnen Sunday). Ce one-shot raconte l'histoire d'un lycéen espiègle du nom de Kaito Lupin qui, en entrant par effraction dans son lycée va découvrir une liste compromettante regroupant tous les élèves acceptés illégalement dans l'établissement. Il va dès lors faire face à un complot dont lui et son amie d'enfance Aoko sont les cibles.
Ce cours manga est le prototype de Magic Kaito, avec les premières versions de Kaito Kuroba et Aoko Nakamori appelés "Kaito Lupin" et "Aoko Holmes", combinant déjà les noms de deux des personnages préférés de Gōshō Aoyama dans la littérature.
Il a été réédité 18 ans après sa publication originale dans le recueil d'histoires courtes dessinées par Gōshō Aoyama (inédit en France) et 30 ans plus tard en tant que chapitre bonus dans la "Treasured Edition" du volume 5 de Magic Kaito. Dans la version française du volume 5 aux éditions Kana, le titre du one-shot est traduit par "Un air de Lupin".

## Anime

### Adaptation dansDétective Conan
Avant d'avoir sa propre série anime, le personnage de Kaitō Kid et ceux provenant de son univers sont apparus dans plusieurs épisodes et films de Détective Conan, où le gentleman cambrioleur a acquis sa popularité d'aujourd'hui. Certains de ces épisodes sont nommés Detective Conan Specials et sont diffusés en remplacement de Détective Conan dans sa case horaire,,.
Les personnages de Magic Kaito font également des apparitions assez régulières dans Détective Conan (l'inspecteur Nakamori, Saguru Hakuba, Jii), Aoko apparait 2 fois (OVA 4 et épisode 219) et Akako seulement une fois dans l'anime (épisode 219) et dans l'OAV 1. Il est dit que le Kid de Détective Conan est une version "parallèle" à celui de Magic Kaito, bien que des éléments soient contradictoires, les deux mondes ne cessant d'être croisés.
Kaitō Kid apparait également environ tous les cinq-dix tomes dans le manga Détective Conan, sa première étant dans le tome 16 avec sa fameuse confrontation contre Conan Edogawa. Il apparait dans les volumes :
- 16 (chapitres 156-159)
- 20 (chapitres 192-196)
- 30 (chapitres 299-302)
- 44 (chapitres 453-456)
- 46 (chapitres 475-478)
- 53 (chapitres 544-547)
- 55 (chapitre 571-573)
- 61 (chapitres 631-634)
- 64-65 (chapitres 674-676)
- 68 (chapitres 712-715)
- 70 (chapitres 731-733)
- 78 (chapitres 818-824)
- 79 (chapitres 828-830)
- 82 (chapitres 862-864)
- 91 (chapitres 963-965)
- 96 (chapitres 1018-1021)
- 101 (chapitres 1076-1078)

### Magic Kaito

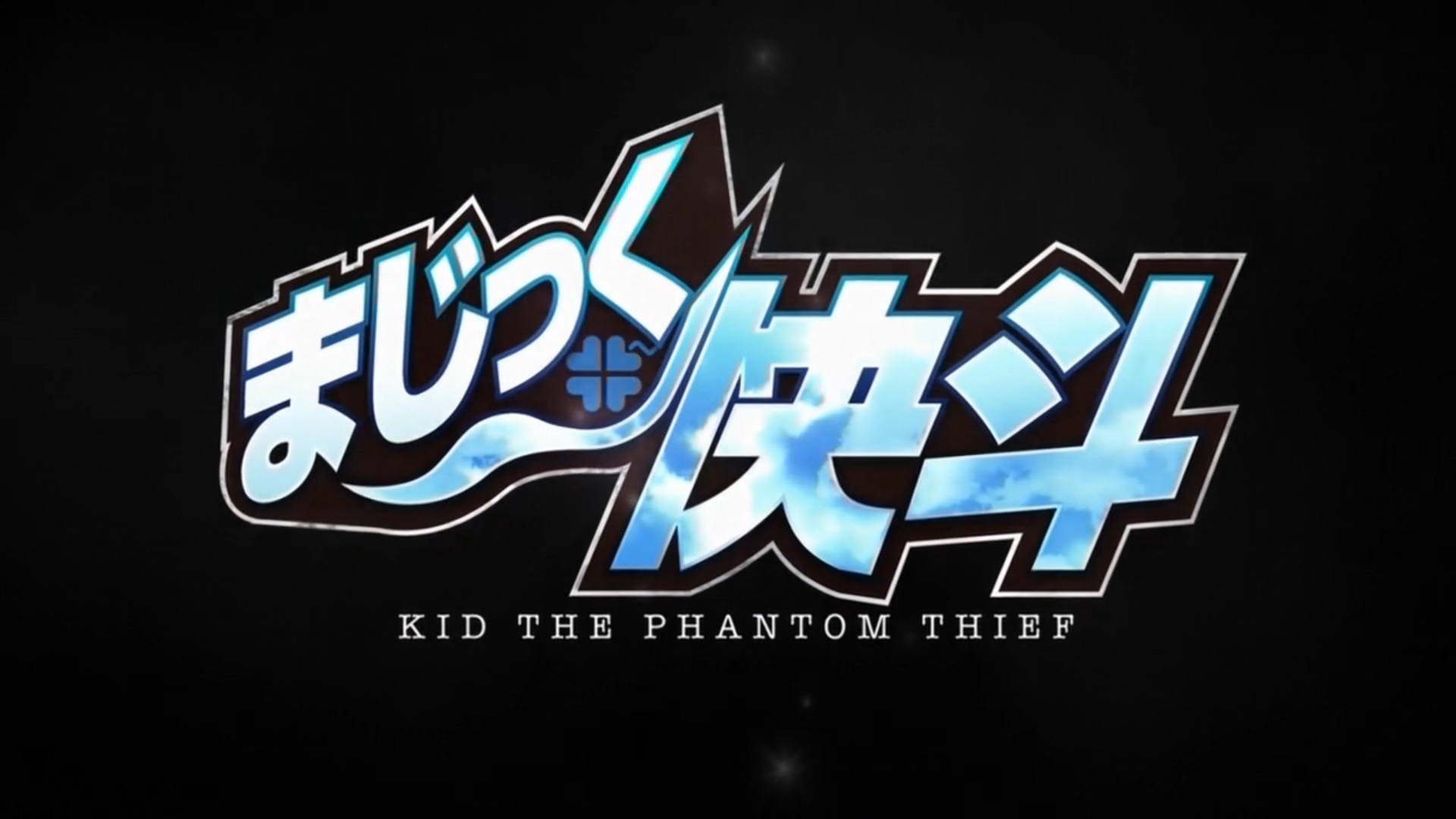
Logo de Magic Kaito: Kid the Phantom Thief (2010).

En 2010, Magic Kaito a été adapté en une série d'épisodes spéciaux intitulés Magic Kaito: Kid the Phantom Thief (まじっく快斗: KID THE PHANTOM THIEF). Il a été diffusé pour la première fois le 17 avril 2010 sur Animax pour marquer l'Année du Kid, avant d'être rediffusé sur Nippon Television Network quelques jours plus tard. Ensuite, chaque année au mois d'août, quelques épisodes sont sortis pour le Kaito Kid's Summer Festival (夏の怪盗キッド祭り, Natsu no Kaitō Kiddo Matsuri) : le Festival d'été de Kaito Kid. Puis, d'autres épisodes sortent jusqu'à Noël. Bien qu'étant essentiellement basé sur la trame du manga original, un nouvel antagoniste du nom de "Spider" faisant partie de l'organisation a été ajouté à l'intrigue, modifiant alors le contexte de certains épisodes. Par exemple, dans cette version de l'histoire, Hakuba est au Japon pour arrêté Spider et non Kid comme dans le manga.

Logo de Magic Kaito 1412 (2014).

En juillet 2014, pour célébrer les 20 ans de la sérialisation du manga Détective Conan, Shonen Sunday a annoncé une nouvelle adaptation animée du manga Magic Kaito, intitulée Magic Kaito 1412 (まじっく快斗1412, Majikku Kaito Ichi yon ichi ni), il a également été déclaré qu'il s'agirait d'une œuvre complètement nouvelle se recentrant plus sur le manga. La série a commencé à être diffusée le 4 octobre 2014 à 17h30 JST et est produite par le studio A-1 Pictures. Le studio d'animation qui s'occupe de l'anime étant différent de celui qui produit Détective Conan, le design des personnages est sensiblement différent, et la plupart des seiyū ont été remplacés. La diffusion débute au Japon le 4 octobre 2014 et il y a 24 épisodes. L'anime est également                                                    diffusé en simulcast dans les pays francophones sur Anime Digital Network et sur la chaîne J-One.

### Doublage
| Personnages                     | Voix japonaises                                       | Voix japonaises  | Voix japonaises  |
| Personnages                     | Détective Conan                                       | TV Specials      | Magic Kaito 1412 |
| Kaito Kuroba / Kaitō Kid        | Kappei Yamaguchi                                      | Kappei Yamaguchi | Kappei Yamaguchi |
| Aoko Nakamori                   | Yukiko Iwai (ep 76) / Minami Takayama (ep 219, OAV 4) | Ayumi Fujimura   | Mao Ichimichi    |
| Ginzo Nakamori                  | Unshō Ishizuka                                        | Unshō Ishizuka   | Unshō Ishizuka   |
| Saguru Hakuba                   | Akira Ishida                                          | Akira Ishida     | Mamoru Miyano    |
| Akako Koizumi                   | Megumi Hayashibara                                    | Miyuki Sawashiro | Eri Kitamura     |
| Konosuke Jii                    | Kaneta Kimotsuki (ep 219) / ? (ep 356)                | Kōji Yada        | Michio Hazama    |
| Keiko Momoi                     | Yukiko Iwai                                           | Ai Kayano        | Atsumi Tanezaki  |
| Chikage Kuroba                  | X                                                     | Michie Tomizawa  | Michie Tomizawa  |
| Toichi Kuroba                   | Shūichi Ikeda                                         | Shūichi Ikeda    | Shūichi Ikeda    |
| Snake                           | Kōji Ishii                                            | Hōchū Ōtsuka     | Jūrōta Kosugi    |
| Gunter Von Goldberg II / Spider | X                                                     | Daisuke Namikawa | X                |

### Édition japonaise
1. 1 2  Tome 1
2. 1 2  Tome 1 TREASURED EDITION
3. ↑  Tome 1 TREASURED EDITION DVD
4. 1 2  Tome 2
5. 1 2  Tome 2 TREASURED EDITION
6. ↑  Tome 2 TREASURED EDITION DVD
7. 1 2  Tome 3
8. 1 2  Tome 3 TREASURED EDITION
9. ↑  Tome 3 TREASURED EDITION DVD
10. 1 2  Tome 4
11. 1 2  Tome 4 TREASURED EDITION
12. 1 2  Tome 4 TREASURED EDITION DVD
13. 1 2  Tome 5

### Édition française
1. 1 2  Tome 1
2. 1 2  Tome 2
3. 1 2  Tome 3
4. 1 2  Tome 4
5. 1 2  Tome 5